# 海物園跡
海物園跡（かいぶつえんあと）は、広島県尾道市の向島西豊浜島崎にある庭園跡。尾道市史跡 。

## 概要

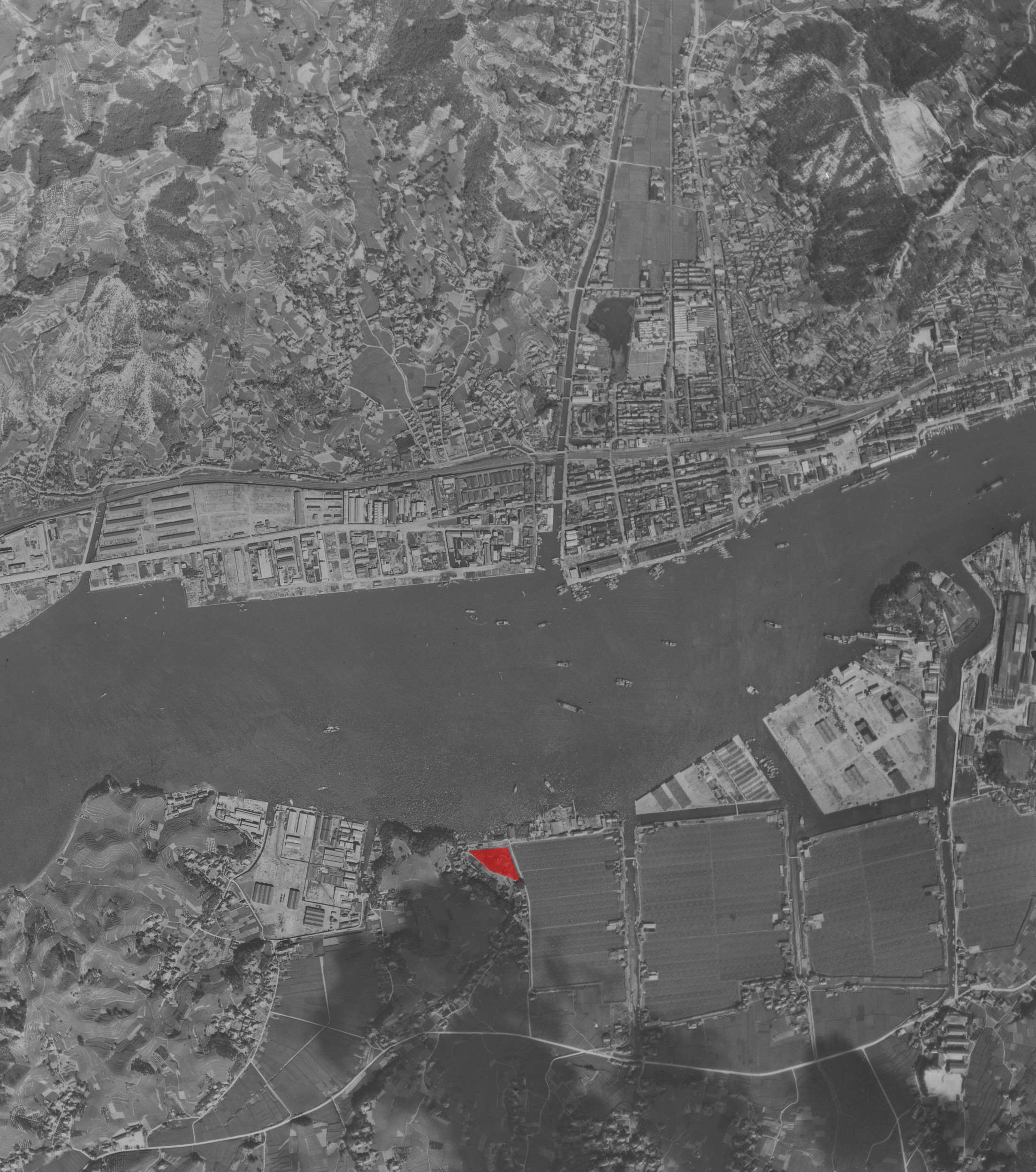
海物園跡周辺。1947年アメリカ軍撮影。右（東）側一帯に塩田が広がる。上が尾道水道、右上の山が千光寺山。

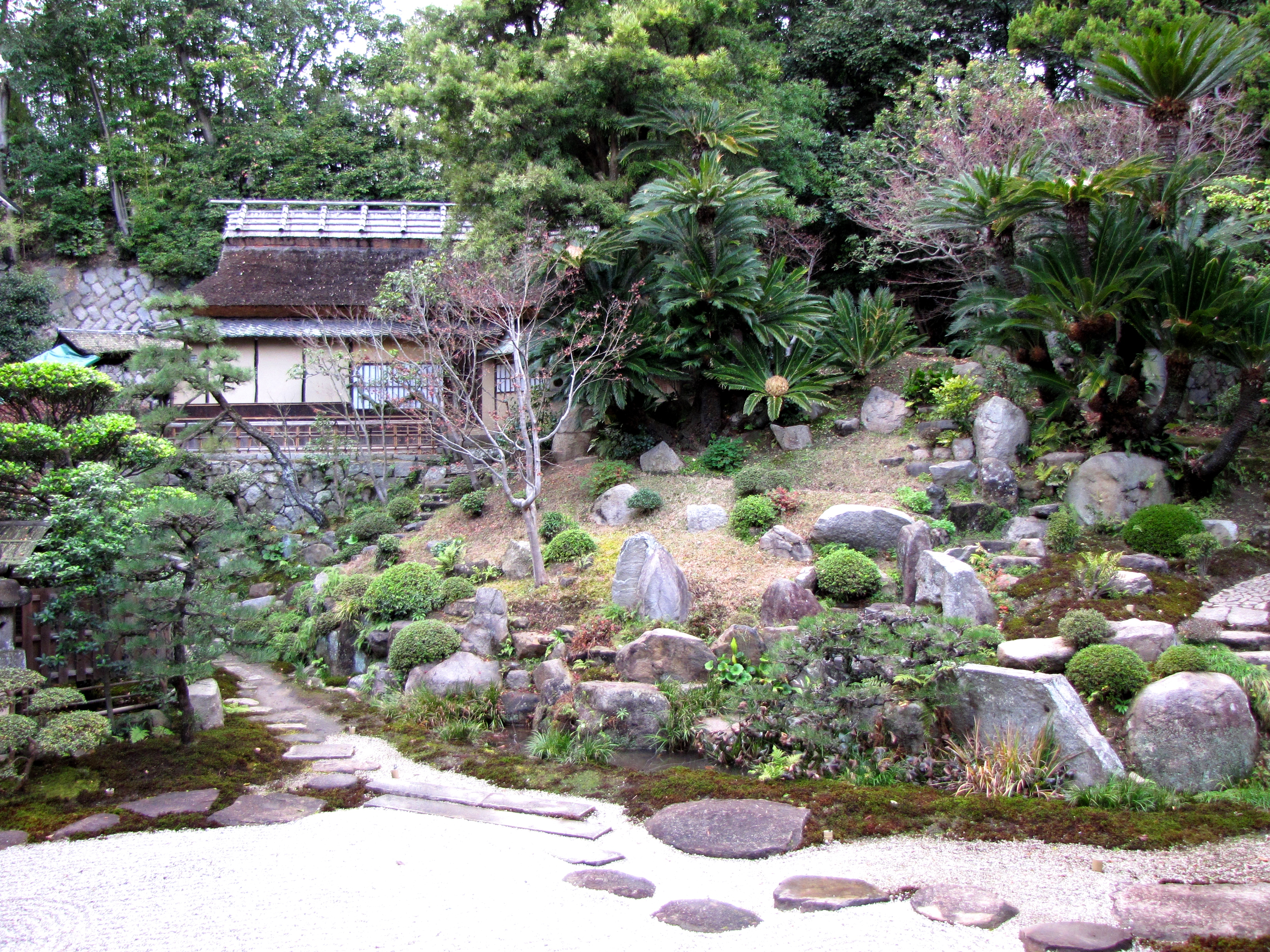
浄土寺に現存する露滴庵

江戸時代初期の尾道の豪商富島家・屋号天満屋が建てた、茶園（さえん）の跡である。
茶園とは、近世から近代にかけて財を成した商人・経営者が風光明媚な地に建てた庭園や茶室付き別荘の尾道での呼び名である。これらは尾道三山と呼ばれる浄土寺山・西国寺山・千光寺山の中腹にほぼ点在しているが、海物園のように尾道水道の対岸側に造園されたものも存在する。現在向島で茶園跡としてはっきりわかるものとしては唯一である。安芸宮島・加島賀島園とともに「芸州三名園」と謳われたと伝わる。
豊島家、屋号天満屋はもともとは紀州和歌山藩の御用商人で、元和5年（1619年）元和歌山藩主浅野長晟が広島藩に転封するとこれに従って広島に移り、魚問屋及び酒造業で財を成した。そしてこの島の開発を藩に許可され、延宝年間から元禄年間（1673年から1703年）にかけ塩田を整備した。その一角である西富浜地区烏崎に延宝年間に造園された茶園がこの海物園である。
当時は烏崎一帯に庭園が広がり、西側の山麓に別荘が建っていた。当時の様子はこの地を訪れた文人墨客による作品に残り、『芸藩通志』には絵図として描かれている。現状は三角形状の敷地に湿地帯が広がり、中央に飛島があり胡子神社が祀られている。園跡の西側の山には、供養塔や当時に植えられていたウバメガシ群生が残る。当時家屋に用いられていた横50cmほどの瓦が残されており、当時のものとしてはサイズが大きいため天満屋が繁栄していたことがわかる資料である。
浄土寺にある国の重要文化財である茶室「露滴庵」はもともとここにあったもの。豊臣秀吉が伏見城内に建てた茶室を、本願寺を経て、この間の経緯は不明だが豊島家が拝領しこの地に移築した。そして浄土寺の要望により文化11年（1814年）天満屋が寄進し現在に至る。

## 交通
- 西瀬戸自動車道・向島ICより車で約10分